# Sándor Garbai
Sándor Garbai (Kiskunhalas, 27 marzo 1879 – Parigi, 7 novembre 1947) è stato un politico socialista ungherese.
Arrivato al potere come primo ministro nel marzo 1919 in alleanza con i comunisti, proclamò la Repubblica Sovietica Ungherese. Nonostante mantenesse nominalmente la leadership del Paese per tutta la durata di quest'ultima, il potere era in larga parte detenuto dal ministro degli esteri Béla Kun.